# دستگیره (دوچرخه)

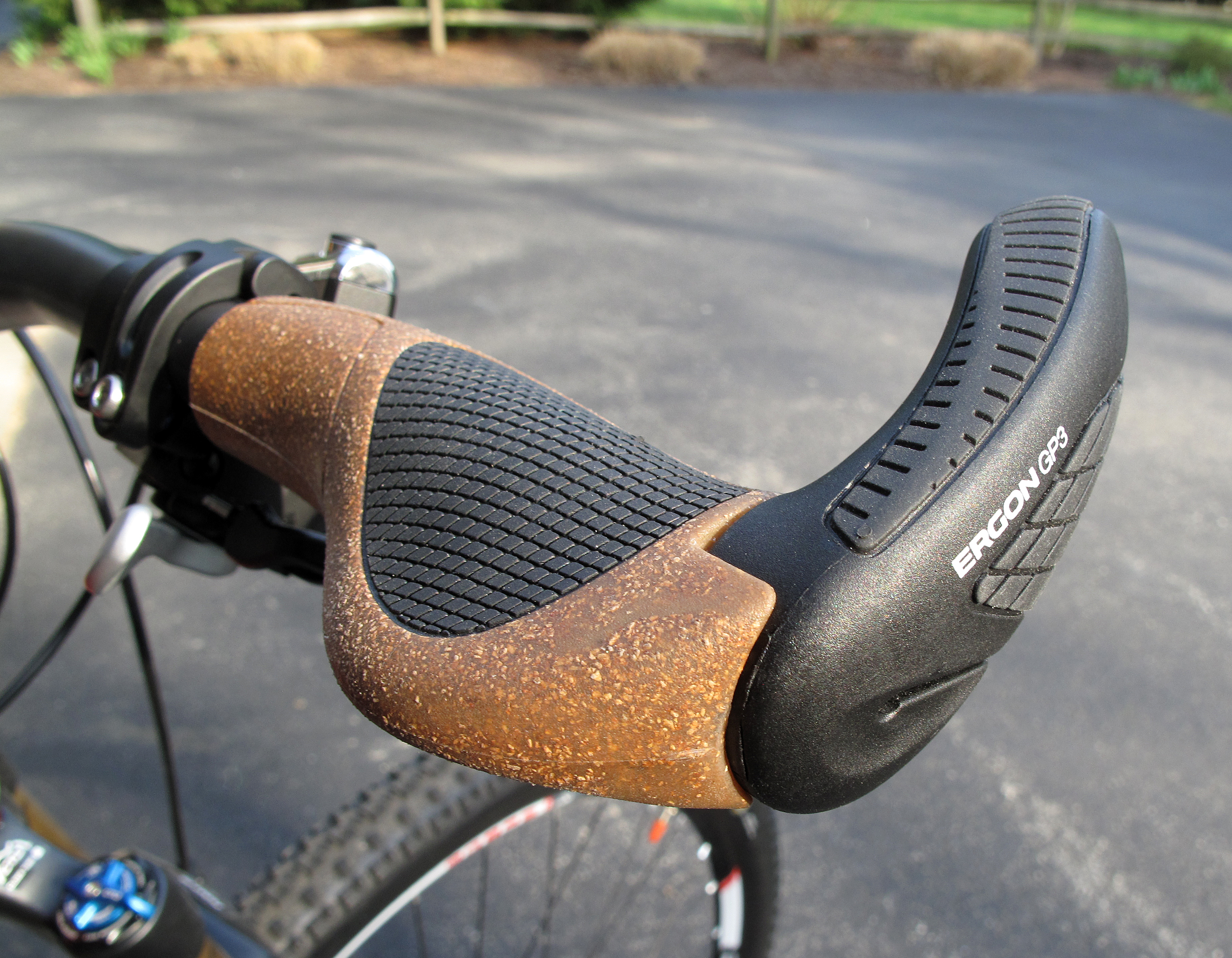
تصویر دستگیره یا گریپ فرمان

دستگیر یا سردسته و بصورت صحیح گریپ و با نام انگلیسی Grips شناخته می شود.انتهای تمامی فرمان های دوچرخه از بخشی پلاستیک سفت و یا نرم و یا در بعضی از اوقات از چرم ساخته می شوند، بسته به کاربرد مورداستفاده و سبک دوچرخه گریپ ها در قیمت های مختلف قابل دسترسی هستند. دستگیره یا همان گریپ ممکن است دارای سطح صاف و یا گرد باشد و در بعضی از مدل های شکل فرم دست را دارند تا راحتی بیشتری داشته باشند.